# 郑泽光
郑泽光（1963年10月—），男，广东普宁人，中华人民共和国政治人物，曾任中华人民共和国外交部副部长，现任中华人民共和国驻英国大使。

## 生平
郑泽光是广东省普宁县南径镇人。1978年夏，郑泽光被普宁二中招入78级高中2班。当时，初中毕业生报考高中的同时也报考中等师范学校和中等专科学校。郑泽光进入高中大约七周后，接到了普宁县师范学校的录取通知书。他本不愿意去读师范，但他家境贫寒、弟弟妹妹众多，在父亲劝说下他最终去了普宁县师范学校报到，入读英语班。1980年，郑泽光从中等师范学校毕业，被分配到广东省普宁县兴文中学，教英语课。1982年，他通过成人高考进入华南师范学院外语系英语专业学习，1986年毕业。
1986年，郑泽光考中外交部高级翻译培养班，成为外交部科员，随后被公派到英国卡迪夫大学留学。1987年－1990年，任驻特立尼达和多巴哥大使馆职员、随员。1990年－1994年，任外交部北美大洋洲司随员、三秘、副处长。1994年－1997年，任驻美国大使馆二秘、一秘；1997年－2000年，任外交部北美大洋洲司处长、参赞、司领导。2000年－2005年，任外交部北美大洋洲司副司长，其间的2004年8月－2004年11月参加中组部举办的高级公共管理培训班赴美国哈佛大学学习。2005年－2008年，任中国驻美国达使馆公使，职级为正司级。2008年－2010年，任外交部北美大洋洲司司长。
2010年7月，任中共南京市委常委。2010年10月，任中共南京市委常委、南京市人民政府副市长。2013年1月，任中共南京市委常委、市人民政府党组副书记、常务副市长、市行政学院院长。
2013年5月，任外交部党委委员、主管政策规划和北美大洋洲地区事务的外交部部长助理。2014年2月21日，欧美同学会·中国留学人员联谊会第七届理事会第一次会议召开，选举其出任第七届理事会副会长。2015年12月，任分管政策規劃、北美大洋洲地區事務、行政工作的外交部副部长。2019年兼任負責拉美地區及翻譯工作，但不再負責行政工作。
2021年6月，接替任職超過10年的劉曉明出任中华人民共和国驻英国大使。
2021年1月22日，第八届欧美同学会（中国留学人员联谊会）第一次全国会员代表大会召开，大会选举其担任第八届理事会副会长。
2021年9月14日，郑泽光原定前往英国下议院跨党派中国小组组织的招待会，因五名受中华人民共和国制裁的议员抗议，被下议院议长林赛·霍伊尔勋爵和上议院议长約翰·麥克福爾男爵下令禁止进入國會所在地西敏宮。

## 家庭
已婚，有一子。